# Classic Meets Chillout
Classic Meets Chillout là album phòng thu đầu tay của ca sĩ Phạm Thu Hà, sản xuất bởi Võ Thiện Thanh và Dream Studio, phát hành vào ngày 12 tháng 12 năm 2012 bởi Viết Tân. Đây là một sản phẩm kỳ công, kết hợp nhiều thể loại âm nhạc phức tạp như classical crossover, nhạc kịch, pop và chill-out, tổng hợp 9 giai điệu nhạc cổ điển nổi tiếng được phổ lời Việt, Pháp và Latinh.
Dù chỉ được phát hành vào cuối năm, Classic Meets Chillout vẫn có được sự chú ý của công chúng, và đặc biệt hơn nữa khi bất ngờ giành giải "Album của năm" tại Giải thưởng Âm nhạc Cống hiến lần thứ 8 vào tháng 4 năm 2013, ngoài ra còn giúp Phạm Thu Hà có mặt tại đề cử "Nghệ sĩ mới của năm".

## Hoàn cảnh ra đời
Trước Classic Meets Chillout, Phạm Thu Hà đã cho ra mắt album Tình thu (phát hành ngày 15 tháng 8 năm 2011), tổng hợp 8 ca khúc của Ngô Thụy Miên, Trịnh Công Sơn, Nguyễn Ánh 9, Vũ Đức Sao Biển, Vũ Quang Trung, Phú Quang, Dương Thụ. Album được hòa âm và sản xuất bởi các nhạc sĩ Trần Mạnh Hùng, Võ Thiện Thanh và Hoài Sa, dù chỉ được phát hành nội bộ với số lượng hạn chế, song cũng gây được sự chú ý trong cộng đồng nghe nhạc. Ngay sau khi cho phát hành album này, nhạc sĩ Võ Thiện Thanh đã đề nghị Phạm Thu Hà thực hiện một album mới với ý tưởng kết hợp âm nhạc cổ điển và chillout – một dự án mà cá nhân nhạc sĩ đã ấp ủ từ lâu.
Phạm Thu Hà khi đó là giảng viên Trường sư phạm nghệ thuật Trung ương và bắt đầu học cao học thanh nhạc tại Nhạc viện Hà Nội. Khác với nhiều ca sĩ cùng trang lứa đã thử sức tại nhiều cuộc thi, sản phẩm lần này mới thực sự là lần ra mắt chính thức đầu tiên của cô với ngành giải trí. Nhạc sĩ Võ Thiện Thanh muốn tìm một cách diễn đạt mới âm nhạc cổ điển theo phong cách đương đại, trẻ trung và gần gũi với công chúng hơn, chính vì vậy classical crossover và chillout được nhạc sĩ kết hợp, gửi gắm vào giọng hát soprano đặc biệt của Phạm Thu Hà. Anh nói: "Chúng tôi muốn đưa nhạc hàn lâm, kinh viện đến gần gũi hơn với các bạn trẻ... Nhiều nghệ sĩ danh tiếng trên thế giới và cả Việt Nam cũng đã lựa chọn cách làm này để đi đến với số đông công chúng, thay vì gói mình trong những không gian âm nhạc cổ điển và kén chọn người nghe." Cá nhân ca sĩ tỏ vẻ rất tự tin với dự án: 
"Từ nhiều năm nay, Hà đã nung nấu theo đuổi phong cách này và cho tới khi gặp anh Võ Thiện Thanh thì mình hoàn toàn tin tưởng rằng con đường mình chọn là đúng. Đây sẽ là cách để Hà vẫn phát huy được hết thế mạnh của giọng hát mà mình đã mất nhiều năm rèn rũa, tôi luyện. Con đường để Hà đến với công chúng sẽ gần và nhanh hơn nhờ những chất liệu âm nhạc đương đại thổi vào các tác phẩm cổ điển."
Quá trình thu âm diễn ra trong vòng 6 tháng, chủ yếu tại phòng thu Dream Studio của nhạc sĩ Võ Thiện Thanh ở thành phố Hồ Chí Minh. Từng giai điệu được ca sĩ và nhạc sĩ chọn lựa và tập luyện cẩn thận, từ cách phối khí cho tới trình bày, nhằm có được hiệu quả tốt nhất. Ngày 15 tháng 10 năm 2012, Phạm Thu Hà họp báo ra mắt đĩa đơn quảng bá "Habanera New Mix" (đạo diễn: Triệu Quang Huy; sản xuất: Viết Tân). Đĩa đơn CD của ca khúc còn có các bản phối khác của nhạc sĩ Trần Thanh Phương và các DJ Hoàng Touliver, Hoàng Anh, Dương Đại Dương và Slim V.
Ngày 10 tháng 11 năm 2012, Phạm Thu Hà cho phát hành đĩa đơn "Lụa", sản xuất bởi Chu Minh Vũ. Đây là một sáng tác của nhạc sĩ Quốc Bảo dành riêng cho ca sĩ, lấy cảm hứng từ tiểu thuyết cùng tên của nhà văn Alessandro Baricco. Trước đó, tại chương trình Bài hát yêu thích ngày 4 tháng 11 ở Cung Văn hóa Hữu nghị Hà Nội, cô đã trình bày ca khúc này trên sân khấu cùng dàn nhạc giao hưởng Rhapsody Philharmonic pha trộn các thể loại cổ điển, fusion, jazz, pop/rock và R&B, gây được ấn tượng rất mạnh mẽ với giới chuyên môn, trực tiếp góp phần giúp cô giới thiệu phong cách âm nhạc của mình tới công chúng. Tuy nhiên, đĩa đơn lại không được đưa vào album Classic Meets Chillout mà sau này nằm trong một dự án riêng giữa Phạm Thu Hà và Quốc Bảo thực hiện năm 2013.
Tới tháng 10 năm 2012, quá trình thu âm, chỉnh âm và hậu kỳ cơ bản hoàn tất. 9 giai điệu được lựa chọn cho Classic Meets Chillout. Ê-kíp định phát hành album ngay trong tháng 11, song vì một số vấn đề xuất bản, kế hoạch buộc phải hoãn lại vài tuần.

## Các giai điệu được sử dụng
1. "Pavane", Op.50 F-moll, sáng tác bởi Gabriel Fauré
2. "Serenade", sáng tác bởi Franz Schubert
3. "Tristesse – B dur", sáng tác bởi Frédéric Chopin
4. "Sonata Pathetique", Op.13-II Adagio cantabile, sáng tác bởi Ludwig van Beethoven
5. "Khúc hát nàng Solveig", trích từ Peer Gynt, sáng tác bởi Edvard Grieg
6. "Habanera", màn I La place, trích từ nhạc kịch Carmen, sáng tác bởi Georges Bizet
7. "Ave Maria", sáng tác bởi Franz Schubert
8. "Chèo thuyền", màn III Giulietta, trích từ nhạc kịch Những câu chuyện của Hoffmann, sáng tác bởi Jacques Offenbach
9. "Adagio in G-moll", sáng tác bởi Tomaso Albinoni

## Danh sách ca khúc
| STT | Nhan đề                    | Phổ lời                         | Phổ nhạc             | Thời lượng |
| --- | -------------------------- | ------------------------------- | -------------------- | ---------- |
| 1.  | "Rao đêm"                  | Võ Thiện Thanh                  | Gabriel Fauré        | 6:09       |
| 2.  | "Khúc nhạc chiều"          | Phạm Duy                        | Franz Schubert       | 5:26       |
| 3.  | "Ước mơ"                   | Võ Thiện Thanh                  | Frédéric Chopin      | 3:56       |
| 4.  | "Chiều"                    | Võ Thiện Thanh                  | Ludwig van Beethoven | 4:10       |
| 5.  | "Xuân tàn"                 | Võ Thiện Thanh                  | Edvard Grieg         | 4:38       |
| 6.  | "Habanera" (tiếng Pháp)    | Henri Meilhac và Ludovic Halévy | Georges Bizet        | 3:28       |
| 7.  | "Ave Maria" (tiếng Latinh) | Walter Scott                    | Franz Schubert       | 4:49       |
| 8.  | "Tình đôi ta"              | Dương Đình Hưng                 | Jacques Offenbach    | 4:58       |
| 9.  | "Giấc mơ yêu"              | Phạm Thu Hà                     | Tomaso Albinoni      | 4:51       |

## Thành phần tham gia sản xuất
| Những người thực hiện - Võ Thiện Thanh – ý tưởng, biên tập và hòa âm - Chu Minh Vũ & DS Artist Management – sản xuất - Hoàng Thái Dũng – xuất bản | Ê-kíp sản xuất - Thu âm, mix & mastering – Vo Thien Thanh Studio - Nhiếp ảnh – JunDat - Trang điểm – Cao Tuấn Đạt - Làm tóc – Zuken Phạm - Thiết kế mỹ thuật & in ấn: kinco.com.vn - Quản lý dự án – Đinh Thanh Nga - DS Artist Management - Phụ trách thông tin – Hồng Quang Minh - DS Artist Management |

## Phát hành và đón nhận của công chúng
Hãng đĩa Viết Tân là đơn vị sản xuất và phát hành cho album. Classic Meets Chillout chính thức được giới thiệu trong buổi họp báo ngày 11 tháng 12 năm 2012 tại thành phố Hồ Chí Minh với sự có mặt của Phạm Thu Hà, Võ Thiện Thanh và nhà báo Chu Minh Vũ. Tại buổi họp báo, nữ ca sĩ đã trình bày ca khúc "Xuân tàn". Album được bày bán vào ngày 12 tháng 12.
~ Báo Hà Nội mới
Ngay từ khi chưa chính thức phát hành, Classic Meets Chillout đã nhận được sự quan tâm lớn của công chúng. Cho dù thể loại classical crossover không phải là một thể loại mới ở Việt Nam khi đã có những album thành công lớn như Chat với Mozart (2005) hay Music of the Night (2009), Classic Meets Chillout vẫn gây được sự chú ý. Báo Dân trí khá bất ngờ với việc album ngay lập tức có tên trong 2 đề cử của Giải thưởng Âm nhạc Cống hiến cho hạng mục "Nghệ sĩ mới của năm" và "Album của năm", nhưng lại coi đó "là niềm tin cho những nghệ sĩ mới nhưng có con đường phát triển tử tế và nội dung chất lượng".
Báo Hà Nội mới ấn tượng phần thể hiện của Phạm Thu Hà với "phong cách bán cổ điển sang trọng mà vẫn trẻ trung, quyến rũ". Tờ báo khen ngợi chất giọng "rất tình cảm, rất gần lối hát nhạc trữ tình" nhưng cũng "choáng ngợp trước những âm thanh lộng lẫy đậm chất cổ điển". Tờ báo Le Courrier Vietnam cũng nhấn mạnh sự gần gũi với thẩm mỹ công chúng mà album đem lại, đồng thời ca ngợi kỹ thuật và chất giọng tốt của Thu Hà. Báo Dân trí ghi nhận tâm huyết của nhạc sĩ Võ Thiện Thanh, đồng thời ấn tượng với màn "ra mắt" của Phạm Thu Hà với những bản năng, sự chăm chỉ và làm việc chuyên nghiệp của cô và toàn bộ ê-kíp. Báo Tiền phong thì khá dè dặt về con đường mà ca sĩ lựa chọn, tuy nhiên rất hài lòng trong việc cô đã có được một định hướng nghệ thuật chuyên nghiệp với tư duy âm nhạc nghiêm túc.
Nhiều nghệ sĩ trong làng nhạc Việt Nam cũng rất hài lòng với album. Các nhạc sĩ Anh Quân, Trần Thanh Phương đều tỏ vẻ thích thú đối với Classic Meets Chillout. Ca sĩ Tùng Dương vô cùng ấn tượng trước khao khát đem âm nhạc cổ điển tới với công chúng của Phạm Thu Hà và coi đây là album xuất sắc nhất năm 2012 của âm nhạc Việt Nam. Ca sĩ Thu Minh dù tỏ ý khâm phục với lựa chọn của Thu Hà, nhưng cũng tỏ ý e ngại trước con đường mà cô chọn. Trái lại, Nghệ sĩ Nhân dân Trung Kiên thì rất hài lòng khi nói album là sản phẩm "mang đến hơi thở hiện đại cho những sản phẩm âm nhạc ra đời từ thế kỷ trước".
Tháng 4 năm 2013, Classic Meets Chillout được trao giải "Album của năm" tại giải thưởng Âm nhạc Cống hiến lần thứ 8.